# Harri Edgren
Harri Herman Edgren, född 27 juli 1909 i Sankt Petersburg, död 13 april 1996 i Helsingfors, var en finländsk folkbildningsman. 
Edgren anslöt sig efter andra världskriget till Demokratiska förbundet för Finlands folk och Finlands kommunistiska parti, där han sedermera kom att tillhöra minoritetsflygeln. Han gjorde en aktiv insats i den finlandssvenska arbetarrörelsens kulturliv bland annat som rektor och sekreterare i Folkets bildningsförbund 1955–1974 och som chefredaktör för kulturtidskriften Progress 1963–1965 samt tidskriften Kontakt 1965–1970. Han höll 1950–1974 i sitt hem i Helsingfors så kallade ungdomskurser, där deltagarna kunde skaffa sig bildning på många av kulturens områden. På äldre dagar arbetade han intensivt med första upplagan av Uppslagsverket Finland, som han i hög grad kom att sätta sin prägel på.